# Веневитинский
Веневи́тинский — посёлок в Новоусманском районе Воронежской области. Входит в состав Шуберского сельского поселения.

## География
Расположен на правом повышенном берегу реки Усмань.

## История
Поселок основан как владельческая усадьба с винокуренным заводом в середине XIX века действительным статским советником Карлом Федоровичем фон Вендрихом. В 1860-х годах завод выкупил купец Н. Г. Веневитинов (около 1824—1892). Он же эксплуатировал в Усманском бору соседние лесные урочища: Заводской угол, Голенак, Середку, Кутьи ложбины. Купец Николай Григорьевич Веневитинов, известнейший воронежский коммерсант и общественный деятель второй половины XIX века, в 1871—1883 годах был гласным Воронежской городской Думы. В 1870-х годах Н. Г. Веневитинов перестроил заново завод и усадебный жилой дом. В 1883 году «винокуренный завод с землею 300 десятин и произрастающим на ней мелким лесом, паровой мельницей о 4 поставах, жилым домом о 12 комнатах…» был продан А. С. Хвощинской — единственной дочери крупнейшего воронежского капиталиста и благотворителя XIX века С. Л. Кряжова. К ней также перешел от отца завод в Маклоке.
В советское время усадьба на Усманке вплоть до 1960-х годов была Веневитиновским кордоном лесничества. В 1946 году на Веневитиновском кордоне под руководством ученого-зоолога И. И. Барабаш-Никифорова произошло основание биологической станции ВГУ, сыгравшее важную роль в научном исследовании Усманского бора. С 1948 года около кордона сооружались помещения для биостанции, а в 1960-х годах образована база отдыха.

## Население
| 2008 | 2010 |
| ---- | ---- |
| 12   | ↘1   |